# Ambrosina
Ambrosina, monotipski biljni rod iz porodice kozlačevki, smješten ui vlastiti tribus Ambrosineae. dio potporodice Aroideae. Jedina vrsta je A. bassii, malena zeljasta biljka iz Mediterana (Italija, Korzika, Sardinija, Sicilija, Tunis i Alžir).
Najmanji je aroid na Mediteranu, koji naraste do samo 8 cm. visine, obično po šumama na sjevernim padinama brežuljaka.

## Sinonimi
- Ambrosina maculata Ucria
- Ambrosina nervosa Lam.
- Ambrosina proboscidea T.Durand & Schinz
- Ambrosina reticulata Tineo
- Ambrosina velutina Blume ex Heynh.